# ユディシュティラ
ユディシュティラ（梵語:युधिष्ठिर, yudhiṣṭhira）は、ヒンドゥー教の聖典の1つである叙事詩『マハーバーラタ』に登場する英雄で主人公の一人。
ダルマラージャ（ダルマすなわち正しき法の王）、ダルマプトラ（ダルマの息子）、アジャータシャトル（彼を憎む敵のいない者）と呼ばれる。パーンダヴァ五兄弟の長兄。ダルマ神（法の神）を母クンティーがマントラで呼び出して、パーンドゥの第一子として授けられた子である。徳性が高く人望のある人物。『マハーバーラタ』の物語中では争い事を厭う振る舞いが多い。

## 従兄弟の百王子との確執
ユディシュティラの父パーンドゥは、クルの王として諸国を平定した後に、盲目の兄ドリタラーシュトラへ王位を譲り、妻達（クンティー・マードリー）と森へ隠遁する。しかし、パーンドゥが呪いによりこの世を去った後、クンティーは五人の息子を連れて王都ハースティナプラへ帰り、ドリタラーシュトラの保護を受けることになる。ドリタラーシュトラとガーンダーリーの間に産まれた百王子の長兄、ドゥルヨーダナは、自分の王位継承権がパーンダヴァに脅かされることを恐れて憎しみを募らせ、腹心のカルナ（後述）やシャクニ（ガーンダーリーの兄もしくは弟、後述）と共に、ことある毎にパーンダヴァの殺害を企て、遂には全面戦争に至る。
ドゥルヨーダナは、ヴァーラナーヴァタの町へパーンダヴァ達を誘い込んで兄弟を館もろとも焼き殺そうとした。ドゥルヨーダナは腹心の一人のプローチャナに指図して、燃えやすい素材で館を作らせる。ドゥルヨーダナの意図に気づいたユディシュティラは、ヴィドゥラ（ドリタラーシュトラ・パーンドゥの弟）から派遣された穴掘りが作ったトンネルを使って、館に自ら火を放ち、母と兄弟と共に脱出する。当日は、母・クンティーがバラモン・婦人達に布施をし、ご馳走を振る舞った。この中にいたニシャーダ族の母と子五人の六人連れがおり、部屋の片隅で寝入ってしまった彼らがそのまま焼死する。その死体を見て、人々はパーンダヴァ達が死んだと思い、悲しみに暮れる。脱出後の冒険についてはビーマ（ビーマセーナ）、アルジュナの項目を参照。

## 骰子賭博
パーンダヴァ五王子が王都で人々の衆望を集めていることに嫉妬を募らせたドゥルヨーダナは、骰子を自在に操る達人シャクニの献策を元に、父のドリタラーシュトラにユディシュティラを骰子賭博の場に呼び出させる。申し込まれた勝負を断ることはクシャトリヤの恥として、勝負に望んだユディシュティラは、シャクニのイカサマにより敗北し、全財産、弟と自分自身、そして妻ドラウパディーまでも奪われてしまい、更には王国を十三年間追放される。
この骰子賭博については、ユディシュティラ自身が骰子好きで誘惑に負けて参加した、という描写もある。賭博の後や後年に、弟であるアルジュナに「骰子好き」であることを責められている。十三年間の追放の最後の一年において、宮廷賭博師に変装している点から、骰子を好んでいたことがうかがえる。

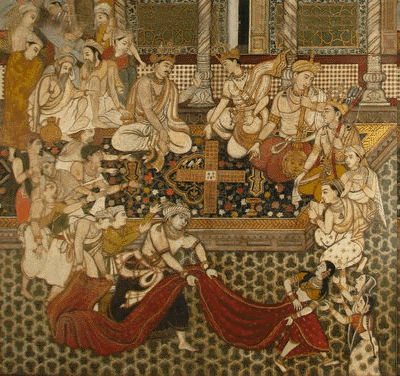
ユディシュティラのサイコロゲームの敗北

## 放浪の旅路
ユディシュティラは弟と妻と共に、十三年の追放のうち十二年を、各地を放浪して過ごす。聖仙ヴィヤーサや諸国の王から様々な教えを受けつつ聖地巡礼し、その中で大苦行者ブリハド・アシュヴァから骰子の極意も授かり、十三年目のマツヤ国での潜伏では、その技能を活かして宮廷賭博師のカンカとして振る舞う。
放浪中、父・ダルマ神による試練を受ける。ある時、一行が水分補給を求めて水源を探す。池を見つけた弟のナクラに、ユディシュティラは命じて水を取りに行かせるも帰って来ず、心配になって次に末の弟のサハデーヴァに向かわせるが、二人とも帰って来ない。同様にアルジュナ、ビーマセーナも帰って来ず、遂にユディシュティラ本人が向かうと息絶えた弟達の姿があった。そこへ現れたヤクシャ（夜叉）とユディシュティラはいくつかの問答を行う。
ヤクシャ「何が太陽を昇らせるのか。それと共に歩むのは何か。何がそれを沈ませるのか。何においてそれは安立しているのか」
ユディシュティラ「ブラフマーが太陽を昇らせる。神々がそれと共に歩む。ダルマがそれを沈ませる。真実においてそれは安立する」
ヤクシャ「大地よりも重いものは何か。天空よりも高いものは何か。風よりも早いものは何か。人間よりも数の多いものは何か」
ユディシュティラ「大地より重いものは母である。天空よりも高いものは父である。風よりも速いものは思考である。人間よりも数の多いものは心配である」
このような問答が続けられ、ユディシュティラの返答に満足したヤクシャは、弟のうち一人だけを生き返らせるというヤクシャに、同腹の弟ではなく腹違いの弟であるナクラを選ぶ。温情のダルマを説き、クンティーの息子とマードリーの息子がそれぞれ一人ずつ残るようにと説明をした。これに対し、ヤクシャはダルマ神へと姿を変え、試練を見事突破したことを告げ、全ての弟を生き返らせた。
ある日、ビーマが森をさまよっていたところ、巨大な蛇に捕らえられてしまいました。蛇は視線でパーンダヴァの力を封じ込めました。一方、心配したユディシュティラはビーマを探し出し、蛇のなすがままにビーマを発見しました。衝撃を受けるユディシュティラに対し、蛇は古代の王ナフシャであり、ヤヤティの父であり、パンダヴァ家の伝説上の祖先であると名乗る。
ナフシャはユディシュティラに霊性に関する質問を投げかけ、その答えに満足した。そして、ユディシュティラの霊的な疑問についても説明を加えた。ナフシャはユディシュティラに、かつてスヴァルガを統治していたこと、傲慢さに酔いしれたこと、そしてブリグとアガスティヤという賢者の呪いによって蛇に変貌したことを語り聞かせた。ナフシャは自身の物語を用いて、傲慢さがもたらす結果についてユディシュティラに警告した。アガスティヤとブリグは、ユディシュティラがナフシャを呪いから救うと予言しました。ユディシュティラとの対話の後、ナフシャは本来の姿を取り戻し、スヴァルガの元へと戻りました。

## クルの大戦争
13年間の追放の後、パーンダヴァ達は生きていくために、奪われた王国の半分の返還を求めたが、ドゥルヨーダナはこれを拒絶する。遂には「五つの村だけでも返して欲しい」と言うユディシュティラらの要求さえも跳ね除ける。ユディシュティラ達は己の生存とクシャトリヤの誇りにかけて、カウラヴァ百王子達と全面戦争に突入する。カウラヴァ陣営が百王子に無双の戦士である大祖父ビーシュマ、武芸の師ドローナとその息子アシュヴァッターマン、カルナ、シャクニ、罠に嵌められたナクラ・サハデーヴァの伯父シャリヤ王などの強力な戦士に、十一の軍隊を擁するのに対し、パーンダヴァ陣営の軍隊は七つであった。戦況は熾烈を極め、アルジュナ・ビーマセーナの活躍により勝利を収めるも、その後のアシュヴァッターマンによる夜襲でほとんどの味方を失い、生き残ったのはパーンダヴァら五人とクリシュナ、サーティヤキだけであった。

## 善政を行う
戦争が終わった後、百王子の母親であるガーンダーリーは激しくユディシュティラ達を責め立てる。しかしクリシュナの説得の甲斐もあって聡明なガーンダーリーは怒りを鎮め、パーンダヴァを受け入れる。
親族たちが殺し合ったことで厭世的な気分になったユディシュティラは、王位を弟へ譲り、森へ隠遁しようとするが、四人の弟達、クリシュナ、聖仙ヴィヤーサの説得により、再び即位式をあげる。老王ドリタラーシュトラの死までの十五年間は、王国を統治する上で常に彼を尊重した。

## 最後の試練

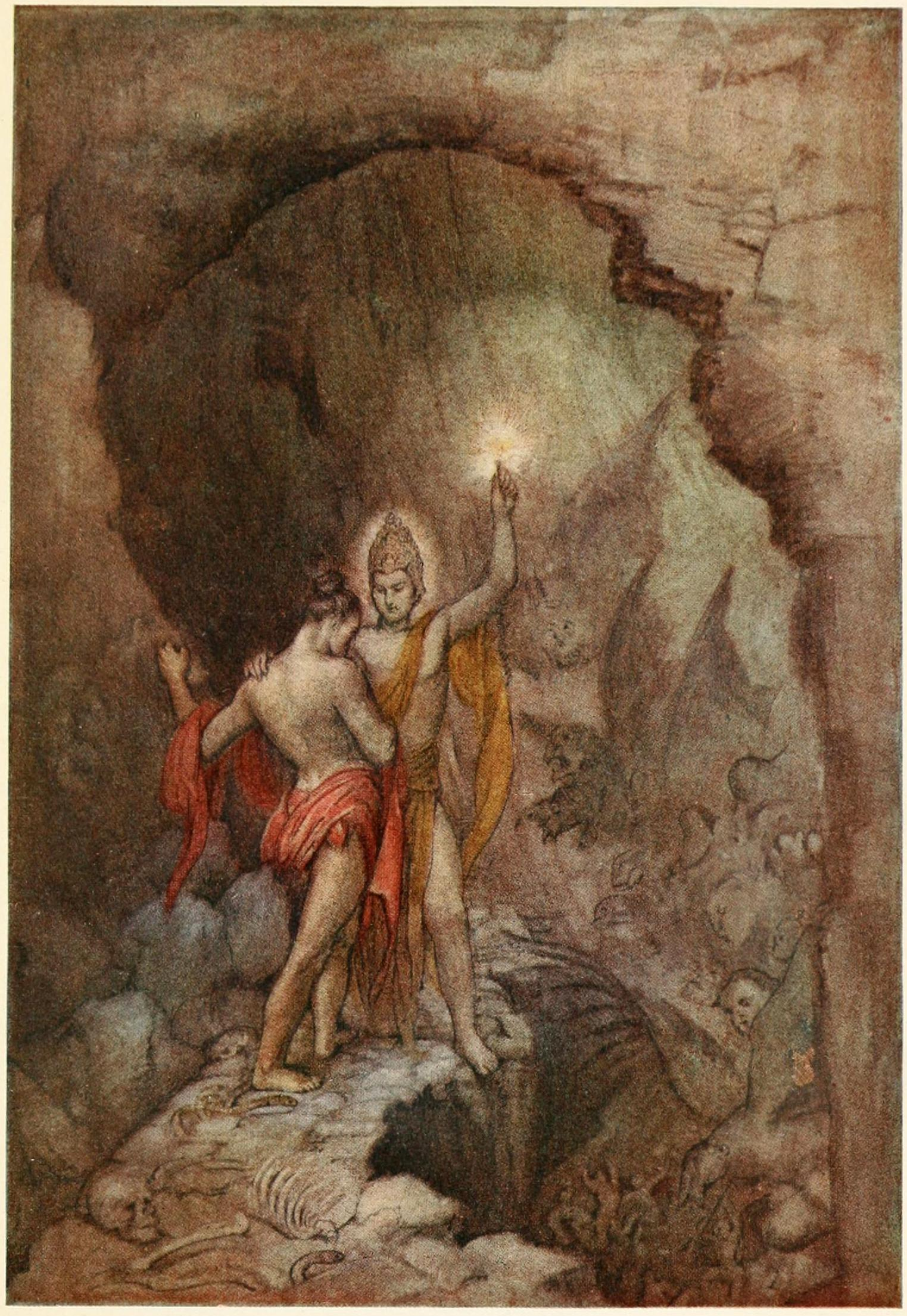
インドラ 幻想を解き放ち真実を明らかにする ユディシュティラ.

戦争から三十六年後、ガーンダーリーの呪いによりクリシュナとその一族が死に絶えると、ユディシュティラは自らの役割が終わったことを悟り、ユユツ（ドリタラーシュトラが身分の低い女性との間に設けた息子）に王国を委ね、アルジュナの孫のパリクシット（アルジュナとスバドラーの間に産まれた息子アビマニュの子）にクル族の王としてハスティナープラをおさめさせ、ヤドゥ族（クリシュナの一族）の生き残りのヴァジュラをインドラプラスタの王とし、死出の旅に出る。
旅の中で次々に倒れていく妻と弟たちの罪を告げながらユディシュティラは進み、ついにインドラ神が天界から迎えにやってくる。それまで連れてきた犬を置いていくように言われるもユディシュティラは断固としてこれを拒否し「自らに付き従うものを置いてはいけない」と主張すると、その犬は父・ダルマ神に姿を変え、ユディシュティラが試練を突破したことを告げる。ユディシュティラは犬と共に天界に昇るもそこでドゥルヨーダナたちが快適に暮らしているのを見て怒りを覚え、弟たちの行方をインドラ神へ問う。インドラ神へ案内された地獄では兄弟達が責め苦にあっているのを目にする。ユディシュティラは、耐えがたい悪臭の地獄であっても兄弟と共にあることを選び居座るが、これもまたダルマ神の試練であり、地獄で苦しむ兄弟たちは幻術（マーヤー）であった。試練を突破したユディシュティラは、無事兄弟達のいる天界へと昇った。

## 兄弟との関わり

### アルジュナとの関係
ユディシュティラと三男のアルジュナは、兄弟の中でも特に仲の良い兄弟である。ユディシュティラに対するアルジュナは、父亡き後の家長であるユディシュティラに対し忠実である一方で、頑固な一面も見せている。
ドラウパディーを妻とする場面では、アルジュナは「まず兄上が結婚すれば良い」と主張し、その後に自分が結婚する。またバラモンの求めに応じ、ドラウパディーと他の兄弟が閨に入っている時に部屋に入ったら十二年間森へ追放する、という約定を破って弓を取りに部屋に入ったことについては、ユディシュティラ、ドラウパディー、他の弟らが許しているにもかかわらず、自らを追放するように求め、最終的にユディシュティラが折れている。
戦争中は、クンティーの息子である実の兄カルナの執拗な攻撃により瀕死の重傷を受けたユディシュティラを案じて、アルジュナは戦線を離脱して様子をうかがいに来る。ユディシュティラはパーンダヴァ陣営を苦しめているカルナ（この時はカウラヴァ陣営の三人目の総司令官）を倒していないことについて、アルジュナとその神弓・ガーンディーヴァを罵る。これに怒ったアルジュナはユディシュティラを殺そうとするが、クリシュナの言葉に従い、ユディシュティラを常とは異なる乱暴な言葉で呼ぶ。ショックを受けたユディシュティラは直ぐに謝罪し己の愚かさを嘆くが、同様にアルジュナも兄を乱暴に呼んだことにひどく罪悪感を覚えて謝罪をする。こうしてユディシュティラと仲直りしたアルジュナは、翌日遂にカルナを射殺し、カウラヴァ陣営を追いつめた。
戦後ではアシュヴァメーダ（馬を自由に放浪させ、馬の移動する土地を平定していく王権儀礼）をアルジュナに任せるなど、信頼は厚い。（なお、アルジュナは敵を倒すだけで殺してはならないというユディシュティラとの約束を守っている）

### ビーマセーナとの関係
ユディシュティラと次男のビーマセーナは、性格が様々な点で対照的である。ビーマセーナは度々自分たちが虐げられている状況に甘んじているユディシュティラへ不満を口にしたり、ガーンダーリーに一方的に責められるユディシュティラに代わって反論したりする。
十三年間の追放のうち、四年すごしたクベーラの楽園において、ビーマセーナが大蛇ナフシャに捕まった際には、大蛇ナフシャとユディシュティラの問答の末に解放される。また、ドゥルヨーダナらが牧場視察においてガンダルヴァ（半神）らに掴まり、顧問たちがパーンダヴァに助けを求めた場面では、ドゥルヨーダナの邪悪な行い故の自業自得であり、救出に向かわないと主張するビーマセーナを、ユディシュティラが「親族の法」を用いて説得する。
戦後はアルジュナとは対照的にビーマセーナには国防を任せている。最後の旅路では、最後までユディシュティラに付き添った弟である、倒れていく妻、弟たちの罪を問うのがビーマセーナである。

### 双子との関係
マードリーの息子であるナクラ・サハデーヴァは、血の繋がりはないがユディシュティラの弟である。
ユディシュティラは同腹の兄弟を選ぶかとヤクシャに尋ねられた際に、ナクラを指名しており、同腹の弟たちと同等に扱っている。またサハデーヴァは、直接的な因縁がないにもかかわらず、ユディシュティラを骰子賭博で陥れたシャクニに対して、ユディシュティラ当人より殺意を抱いており、戦争ではシャクニの腕と首を切り落として仇を取った。

### カルナとの関係
カルナは、パーンドゥと結婚する前にクンティーが産んだ子供であり、クンティーの子どもとしてはユディシュティラの兄にあたる。未婚のクンティーは産み落としたカルナを川へ流し、ドリタラーシュトラ王の友人である御者の一族のアディラタ夫婦がカルナを拾い、養い子として育てる。成長した後はドゥルヨーダナと共にパーンダヴァを攻撃する。戦争直前にクンティーから己の子どもであること、パーンダヴァ側へ着くことを求められるもカルナはこれを拒否し、代わりにアルジュナ以外の兄弟を殺さないと誓う（ただし、戦争中のカルナはユディシュティラ、ナクラ、サハデーヴァを追いつめて罵り、逆にビーマセーナに追い詰められるなど、誓いを危うくする行動も取っている）。
戦後、クンティーの告白により兄であることを知ったユディシュティラは嘆き悲しみ、カルナを含めた戦死者達の供養を盛大に執り行う。ユディシュティラは、「宮廷で賭博を闘わした時、カルナの罵言に怒りを燃やしているときにも、彼の足を見るとどういうわけか怒りが静まるのです。それは彼の足と母クンティーのそれがとても似ていたからなのです」と語る。

## ワヤンにおけるユディシュティラ
インドネシアの人形劇ワヤンにおいては、ユディスティロとして登場する。ユディスティロはアスティノ国王パンドゥの長男であり、「正法の神ダルモの血をひく白い血を宿し、清廉潔白、方便にも嘘はつかず、一切の争いごとを拒み、やむなく戦いに巻きもまれるようなことがあっても一切手を出そうとしない」とされる。
ワヤン人形においては黒の色が重要視され、人生経験を積んで我欲を規制し行動できる人物の象徴たる色であり、ユディスティロもまた顔の黒い人形で表現される。（プントデウォと呼ばれるユディスティロの若い時の人形は顔が白く、ユディスティロより首飾りなど装飾も多い。）
「サルヨの死」という演目では、コーランの一句を記したカリモソドの護符を持ち、サルヨと対峙する。サルヨの超能力の源であるチョンドロビロウォは、かつてその養父・聖僧バカスパティから譲られたものであったが、「尊き白い血」の持ち主であるユディスティロに惹かれチョンドロビロウォがサルヨの中から出て行ってしまい、戦わずしてサルヨを倒し、勝利する。サルヨはマハーバーラタにおけるシャリヤであり、同様にユディシュティラによって倒されるが、その方法は祈りとマントラを込めた槍を投擲し、シャリヤの胸を貫くというものである。